# 武田信武
武田信武（日语：／ Takeda Nobumune，1292年5月5日—1359年8月7日）是日本南北朝時代武將，武田氏第10代家督。第9代家督武田信宗之子，母親為結城上野介廣綱之女。『甲斐國志』記載的「生山系圖」引用足利尊氏的姪婿（妻子是尊氏兄長足利高義之女）。任職室町幕府的引付衆。

## 生平
正應5年5月5日，武田信武於甲府出生，童名龍光，正安3年正月11日，首服於祖社，是年十歲，號彥六。
元弘2年/正慶元年（1332年）9月，元弘之亂之際，武田信武為鎌倉幕府一方出陣。因此，鎌倉幕府滅亡後，後醍醐天皇的建武政權成立，甲斐國守護石和政義為討幕軍而戰。足利尊氏叛離建武政權時，他催促武田信武出兵響應。建武2年，武田信武舉兵參戰，他佔領了熊谷蓮覺的本城矢野城（廣島市）。翌年出兵上洛與足利尊氏的軍隊匯合在京畿内與宮方大戰，他還致力於使安藝國內平靜下來。
在鎌倉時代後期，甲斐守護已由庶流的石和流武田氏的武田政義所取代。1343年，效力南朝的武田政義戰死，武田信武介入甲斐事務，希望得到甲斐守護一職。最終，當在觀應擾亂發生時，武田信武加入足利尊氏一方，對抗其弟足利直義。直義想取得甲斐國，因而尊氏將甲斐守護授職與武田信武。延文3年（1359年）4月29日，武田信武因去年足利尊氏逝世而出家，法名心照。康安2年（1362年）1月6日，武田信武逝世，行年七十一。號長福寺，又號清淨心院。 甲斐守護由嫡次子武田信成繼承，而信成同母弟武田氏信繼承安藝守護之職。
武田信武是受過良好教育的日本和歌大師，『新千載和歌集』的作品是由信武所完成的。